# سوفوك الجنوبية (دائرة انتخابية في المملكة المتحدة)
سوفوك الجنوبية (بالإنجليزية: South Suffolk)‏ هي إحدى الدوائر الانتخابية في المملكة المتحدة الممثلة في مجلس العموم في برلمان المملكة المتحدة.
عضو البرلمان الذي يمثلها حالياً هو :Mr Tim Yeo (Con).